# Frohen-le-Petit
Frohen-le-Petit è una località e un comune francese soppresso di 25 abitanti situato nel dipartimento della Somme nella regione dell'Alta Francia.
Il 1º gennaio 2007 si è fuso con il comune di Frohen-le-Grand per formare il nuovo comune di Frohen-sur-Authie.

## Società

### Evoluzione demografica
Abitanti censiti